# NGC 6053
NGC 6053 este o galaxie eliptică situată în constelația Hercule. A fost descoperită în 6 iunie 1886 de către Lewis A. Swift. Se află la o distanță de 130,02 de megaparseci de Pământ.